# Can Mur Vell
Can Mur Vell és una masia al veïnat de Montagut en terme de Sant Julià de Ramis (Gironès) protegida com a bé cultural d'interès local.
És una masia de planta rectangular i un ala que sobresurt a l'esquerra de la façana de migjorn. És de planta baixa i pis amb teulat a doble vessant i carener perpendicular a la façana.
El cos central, antic, té l'entrada a migjorn per una porta de llinda plana, igual que les dues finestres de la part dreta, on n'hi ha una amb un motiu floral gòtic. Al voltant del nucli central s'han afegit dependències en forma de U. L'ala dreta és d'una planta amb un seguit d'arcs de mig punt (7). L'ala oest és la que sobresurt de la façana, encobrint-la. Té una galeria de tres arcs de punt rodó al pis alt. També sobresurt el cos del forn. L'entrada condueix a l'escala que puja a la sala. L'interior és de volta de pedruscall l'ala dreta i de maó de pla l'esquerra.